# Египет на летних Олимпийских играх 2020
Египет на летних Олимпийских играх 2020 был представлен 132 спортсменами в 23 видах спорта. Это самая многочисленная египетская делегация в истории выступления страны на Олимпийских играх. В связи с пандемией COVID-19 Международный олимпийский комитет принял решение перенести Игры на 2021 год.
В марте 2020 года Исполком МОК, продолжая политику гендерного равенства на Олимпийских играх, одобрил изменения в протокол церемоний открытия и закрытия Игр, согласно которым у национальных олимпийских комитетов появилась возможность заявить в качестве знаменосцев одного мужчину и одну женщину. На церемонии открытия Игр знаменосцами сборной Египта стали серебряный призёр Игр 2012 года в индивидуальной рапире фехтовальщик Аля-эд-дин Абу-ль-Касим и бронзовый призёр Игр 2016 года тхэквондистка Хедая Малак, а на церемонии закрытия право нести национальный флаг было доверено бронзовой медалистке Игр в Токио в категории до 61 кг каратистке Гиане Фарук.
По итогам соревнований на счету египетских спортсменов были 1 золотая, 1 серебряная и 4 бронзовые медали, что позволило сборной Египта занять 54-е место в неофициальном медальном зачёте. Этот результат стал самым успешным в истории страны по количеству завоёванных медалей. Ранее лучшим результатами для египтян были 5 медалей, завоёванные на Играх 1936, 1948 и 2000 годов. Золото, зваоёванное каратисткой Ферьяль Абдельазиз стало лишь вторым для Египта с 1948 года. В 2004 году чемпионом Олимпийских игр становился борец Карам Габер. Также Абдельазиз стала первой в истории женщиной — обладательницей золотой олимпийской медали.

## Медали
| Золото  |                    |                                           |           |
| №       | Спортсмены         | Вид спорта (дисциплина)                   | Дата      |
| 1       | Ферьяль Абдельазиз | Карате (кумите, свыше 61 кг, женщины)     | 7 августа |
| Серебро |                    |                                           |           |
| №       | Спортсмены         | Вид спорта (дисциплина)                   | Дата      |
| 1       | Ахмед эль-Дженди   | Современное пятиборье (мужчины)           | 7 августа |
| Бронза  |                    |                                           |           |
| №       | Спортсмены         | Вид спорта (дисциплина)                   | Дата      |
| 1       | Сеиф Иса           | Тхэквондо (до 80 кг, мужчины)             | 26 июля   |
| 2       | Хедая Малак        | Тхэквондо (до 67 кг, женщины)             | 26 июля   |
| 3       | Мохамед Эльсайед   | Борьба (греко-римская, до 67 кг, мужчины) | 4 августа |
| 4       | Гиана Фарук        | Карате (кумите, до 61 кг, женщины)        | 4 августа |

| Медали по видам спорта | Медали по видам спорта | Медали по видам спорта | Медали по видам спорта | Медали по видам спорта |
| ---------------------- | ---------------------- | ---------------------- | ---------------------- | ---------------------- |
| Вид спорта             | 1                      | 2                      | 3                      | Итого                  |
| Борьба                 | 0                      | 0                      | 1                      | 1                      |
| Карате                 | 1                      | 0                      | 1                      | 2                      |
| Современное пятиборье  | 0                      | 1                      | 0                      | 1                      |
| Тхэквондо              | 0                      | 0                      | 2                      | 2                      |
| Всего                  | 1                      | 1                      | 4                      | 6                      |

| Медали по дням | Медали по дням | Медали по дням | Медали по дням | Медали по дням |
| -------------- | -------------- | -------------- | -------------- | -------------- |
| Дата           | 1              | 2              | 3              | Итого          |
| 26 июля        | 0              | 0              | 2              | 2              |
| 4 августа      | 0              | 0              | 1              | 1              |
| 6 августа      | 0              | 0              | 1              | 1              |
| 7 августа      | 1              | 1              | 0              | 2              |
| Всего          | 1              | 1              | 4              | 6              |

| Медали по полу | Медали по полу | Медали по полу | Медали по полу | Медали по полу |
| -------------- | -------------- | -------------- | -------------- | -------------- |
| Пол            | 1              | 2              | 3              | Итого          |
| Мужчины        | 0              | 1              | 2              | 3              |
| Женщины        | 1              | 0              | 2              | 3              |
| Микст/Открытый | 0              | 0              | 0              | 0              |
| Всего          | 1              | 1              | 4              | 6              |

## Состав сборной
Академическая гребля
 Бокс
 Борьба
Вольная борьба
Греко-римская борьба
 Гандбол
 Дзюдо
 Карате
 Конный спорт
 Лёгкая атлетика
 Настольный теннис
 Парусный спорт
 Плавание
 Спортивная гимнастика
 Стрельба из лука
1. Юссуф Толба
2. Амаль Адам

 Теннис
 Футбол
1. Мохамед Абдель Салам
2. Ибрагим Адель
3. Эмам Ашур
4. Махмуд Гад
5. Усама Галал
6. Насер Манси
7. Насер Махер
8. Тахер Мохамед
9. Салах Мохсен
10. Ахмед Рамадан
11. Абдель Рахман Магди
12. Мохамед Собхи
13. Рамадан Собхи
14. Акрам Тавфик
15. Карим Фуад
16. Амар Хамди
17. Махмуд Хамди
18. Ахмед Хегази
19. Ахмед Абу Эль Фотух
20. Мохамед эль-Шенави
21. Карим Эль Эраки
22. Ахмед Ясир Райян

## Результаты соревнований

### Стрельба из лука
Соревнования по стрельбе из лука прошли с 23 по 31 июля в парке Юмэносима. Традиционно квалификационный раунд лучников прошёл в день открытия Олимпийских игр. По сравнению с Играми 2016 года в программу соревнований в стрельбе из лука добавились соревнования среди смешанных пар.
В квалификации соревнований лучники выполняли 12 серий выстрелов по 6 стрел с расстояния 70 метров. По итогам предварительного раунда составлялась сетка плей-офф, где в 1/32 финала 1-й номер посева встречается с 64-м, 2-й с 63-м и т. д. В поединках на выбывание спортсмены выполняли по три выстрела. Участник, набравший за эту серию больше очков получал 2 очка. Если же оба лучника набирали одинаковое количество баллов, то они получали по одному очку. Победителем пары становился лучник, первым набравший 6 очков.
В августе 2019 года египетские лучники Юссуф Толба и Рим Мансур стали победителями Африканских игр в смешанной команде. Благодаря этому успеху египетские лучники принесли национальному олимпийскому комитету также по одной лицензии в личном первенстве. Для участия в Играх НОК Египта заявил Юссуфа Толба и Амаль Адам.
Смешанная команда
Для попадания в плей-офф смешанному дуэту было необходимо попасть в число 16 сильнейших сборных из 29, заявленных на Игры.
| Соревнование      | Спортсмены             | Квалификация | Квалификация | 1/8 финала            | 1/4 финала            | Полуфинал             | Финал                 | Место |
| Соревнование      | Спортсмены             | Результат    | Место        | Соперник Результат    | Соперник Результат    | Соперник Результат    | Соперник Результат    | Место |
| ----------------- | ---------------------- | ------------ | ------------ | --------------------- | --------------------- | --------------------- | --------------------- | ----- |
| смешанная команда | Юссуф Толба Амаль Адам | 1215         | 29           | завершили выступление | завершили выступление | завершили выступление | завершили выступление | 29    |

### Футбол
Мужчины
Соревнования в мужском футболе прошли с 22 июля по 7 августа. Футбольный турнир традиционно начался до официального начала Олимпийских игр. Перед началом Игр Международный олимпийский комитет расширил заявку на турнир до 22 человек, при этом на матч можно было заявить только 18 человек. В связи с переносом Олимпийских игр в мужском турнире приняли участие сборные, составленные из игроков не старше 24 лет (родившиеся после 1 января 1997 года), а не 23 как на всех предыдущих Играх. Также в заявку могли войти не более 3 футболистов старше этого возраста.
Олимпийская сборная Египта по футболу квалифицировалась на Игры, одержав победу в молодёжном Кубке Африканских наций 2019 года. Сборная Египта вернулась в олимпийский турнир, пропустив Игры 2016 года.
Состав
Окончательный состав сборной Египта был объявлен 2 июля 2021 года.
| №              | Имя                  | Клуб               | Дата рождения    | Возраст | Игр     | Голов   |
| Вратари        | Вратари              | Вратари            | Вратари          | Вратари | Вратари | Вратари |
| -------------- | -------------------- | ------------------ | ---------------- | ------- | ------- | ------- |
| 1              | Мохамед эль-Шенави   | Аль-Ахли           | 18 декабря 1988  | 32 года |         |         |
| 16             | Махмуд Гад           | ЕНППИ              | 1 октября 1998   | 22 года |         |         |
| 22             | Мохамед Собхи        | Исмаили            | 15 июля 1999     | 22 года |         |         |
| Защитники      |                      |                    |                  |         |         |         |
| 4              | Усама Галал          | Пирамидз           | 17 сентября 1997 | 23 года |         |         |
| 5              | Мохамед Абдель Салам | Замалек            | 1 октября 1997   | 23 года |         |         |
| 6              | Ахмед Хегази         | Аль-Иттихад        | 25 января 1991   | 23 года |         |         |
| 17             | Ахмед Рамадан        | Аль-Ахли           | 23 марта 1997    | 24 года |         |         |
| 18             | Махмуд Хамди         | Замалек            | 1 июня 1995      | 26 лет  |         |         |
| Полузащитники  |                      |                    |                  |         |         |         |
| 2              | Амар Хамди           | Аль-Иттихад        | 26 ноября 1999   | 21 год  |         |         |
| 3              | Карим Фуад           | ЕНППИ              | 1 октября 1999   | 20 лет  |         |         |
| 8              | Насер Махер          | Аль-Ахли           | 8 февраля 1998   | 24 года |         |         |
| 12             | Акрам Тавфик         | Аль-Ахли           | 8 ноября 1997    | 23 года |         |         |
| 13             | Карим Эль Эраки      | Аль-Масри          | 29 ноября 1997   | 22 года |         |         |
| 15             | Эмам Ашур            | Замалек            | 20 февраля 1998  | 23 года |         |         |
| 20             | Ахмед Абу Эль Фотух  | Замалек            | 22 марта 1998    | 22 года |         |         |
| Нападающие     |                      |                    |                  |         |         |         |
| 7              | Салах Мохсен         | Аль-Ахли           | 1 сентября 1998  | 22 года |         |         |
| 9              | Тахер Мохамед        | Аль-Ахли           | 7 марта 1997     | 24 года |         |         |
| 10             | Рамадан Собхи        | Пирамидз           | 23 января 1997   | 24 года |         |         |
| 11             | Ибрагим Адель        | Пирамидз           | 23 апреля 2001   | 20 лет  |         |         |
| 14             | Ахмед Ясир Райян     | Керамика Клеопатра | 24 января 1998   | 23 года |         |         |
| 19             | Абдель Рахман Магди  | Исмаили            | 12 сентября 1997 | 23 года |         |         |
| 21             | Насер Манси          | Тала Аль Гаиш      | 16 ноября 1997   | 23 года |         |         |
| Главный тренер |                      |                    |                  |         |         |         |
| Флаг Египта    | Шавки Гариб          | Шавки Гариб        | 28 февраля 1958  | 62 года |         |         |

Результаты
Групповой этап (группа C)
| Поз | Команда   | И | В | Н | П | МЗ | МП | РМ | О | Квалификация     |
| --- | --------- | - | - | - | - | -- | -- | -- | - | ---------------- |
| 1   | Испания   | 3 | 1 | 2 | 0 | 2  | 1  | +1 | 5 | Выход в плей-офф |
| 2   | Египет    | 3 | 1 | 1 | 1 | 2  | 1  | +1 | 4 | Выход в плей-офф |
| 3   | Аргентина | 3 | 1 | 1 | 1 | 2  | 3  | −1 | 4 |                  |
| 4   | Австралия | 3 | 1 | 0 | 2 | 2  | 3  | −1 | 3 |                  |

| 22 июля 2021 16:30 UTC+9 | \| Египет \| 0:0 Отчёт \| Испания \| | Стадион: Саппоро Доум, Саппоро Зрителей: 0 Судья: Адхам Махадмех |
| Египет                   | 0:0 Отчёт                            | Испания                                                          |

| 25 июля 2021 16:30 UTC+9 | \| Египет \| 0:1 Отчёт \| Аргентина \| \| \| Голы \| Медина 52′ \| | Стадион: Саппоро Доум, Саппоро Зрителей: 0 Судья: Георгий Кабаков |
| Египет                   | 0:1 Отчёт                                                          | Аргентина                                                         |
|                          | Голы                                                               | Медина 52′                                                        |

| 28 июля 2021 20:00 UTC+9 | \| Австралия \| 0:2 Отчёт \| Египет \| \| \| Голы \| Яссер Райан 44′ · Хамди 85′ \| | Стадион: Мияги, Сэндай Зрителей: 0 Судья: Артур Суареш Диаш |
| Австралия                | 0:2 Отчёт                                                                           | Египет                                                      |
|                          | Голы                                                                                | Яссер Райан 44′ · Хамди 85′                                 |

Четвертьфинал
| 31 июля 2021 19:00 UTC+9 | \| Бразилия \| 1:0 Отчёт \| Египет \| \| Кунья 37′ \| Голы \| \| | Стадион: Сайтама 2002, Сайтама Зрителей: 0 Судья: Кристофер Бит |
| Бразилия                 | 1:0 Отчёт                                                        | Египет                                                          |
| Кунья 37′                | Голы                                                             |                                                                 |

Итог: по результатам олимпийского турнира олимпийская сборная Египта по футболу заняла 8-е место.